# Дед Мороз (мультфильм)
«Дед Мороз» — английский короткометражный анимационный телефильм, снятый по двум книгам писателя Рэймонда Бриггса, «Дед Мороз» (англ. Father Christmas, 1973) и «Дед Мороз отправляется в отпуск» (англ. Father Christmas Goes on Holiday, 1975). Премьера фильма состоялась в Великобритании 24 декабря 1991 года в канун Рождества на канале Channel 4.
Фильм повествует о повседневной жизни британского Деда Мороза в течение года, в том числе о его летнем отпуске за границей. Как стилистически, так и по сюжету фильм связан с другим известным британским рождественским фильмом по книге Бриггса «Снеговик» (1982); по ходу действия Дед Мороз встречает Снеговика и мальчика из этого фильма.
Деда Мороза озвучил известный британский актёр-комик Мел Смит.

## Сюжет
Повествование ведётся от лица британского Деда Мороза (Рождественского Деда), только что вернувшегося с очередной раздачи подарков на Рождество и отдыхающего дома. Живёт он в типичном английском доме, с кошкой и собакой, а также парой оленей, которых запрягает в сани. Обращаясь к зрителям, он говорит, что им, наверное, интересно, чем он занимается те 364 дня в году, когда не дарит подарки на Рождество. Он вспоминает свои обычные занятия по хозяйству — уход за оленями, садоводство, покупки. Ярким воспоминанием прошедшего года была также поездка в отпуск.
После долгого выбора страны для отдыха Дед Мороз останавливается на Франции. Поскольку он хочет поехать вместе со своими оленями, он переоборудует сани в «кемпер». Во Франции Дед Мороз замечает насмешки со стороны местных жителей и принимает подчёркнуто стереотипный французский вид (берет, тельняшка, длинная куртка, багет в руках), чем, однако, вызывает ещё большее веселье окружающих. Чтобы попробовать местную кулинарию, в ресторане он заказывает сразу множество блюд (рыбу, омаров, улитки, мороженое и прочее) и большое количество вина, из-за чего всю ночь страдает от поноса.
Заметив, что кто-то уловил его внешнее сходство с Дедом Морозом, и желая сохранять инкогнито, он уезжает из Франции в Шотландию. В Шотландии Дед Мороз пьёт виски с местными жителями, покупает себе килт, а также пытается купаться в реке, однако обнаруживает, что вода там ледяная, к тому же плавают рыбы, похожие на акул.
Он решает перебраться куда-то в более тёплое место и летит в Лас-Вегас. Там он останавливается в Нерон-Палас (пародия на Сизарс-пэлас), проводит время в казино, наслаждается жизнью в шикарном отеле, играет в гольф. Однако вскоре он замечает, что дети начинают принимать его за Санта-Клауса, к тому же он потратил почти все деньги. Дед Мороз возвращается домой.
Дома он обнаруживает заросший сад и гору писем за дверью. Позже почтальоны приносят ему ещё мешки с почтой, а затем целый грузовик, наполненный письмами детей с просьбами о рождественских подарках. Всю осень Дед Мороз проводит, систематизируя запросы и составляя большой список того, что нужно подготовить. Он также забирает из чистки свой костюм.
Наконец, наступает канун Рождества. Нагрузив подарками сани, Дед Мороз летит во все места, где его ждут, забирается через дымоход в дома и оставляет подарки. Где-то он цепляется за телевизионную антенну, а куда-то (например, в иглу) оказывается не так просто забраться. После раздачи подарков он летит на традиционный праздник снеговиков, где встречает Снеговика и мальчика. Они идут посмотреть оленей Деда Мороза и находят два подарка, которые тот забыл передать. Дед Мороз спешит исправить ошибку и летит доставить подарки в Букингемский дворец, успевая до 6 утра (и встретив на пороге молочника, приветствующего его).
Он возвращается домой, дарит подарки своим питомцам, смотрит подарки от родственников, комментируя их, и ложится спать, пожелав счастливого Рождества всем зрителям.

## Художественные особенности
Несмотря на то что в рождественский период Дед Мороз показан за традиционными занятиями и в классическом красно-белом одеянии, в остальное время он далёк от идеального образа доброго старичка: он довольно ворчлив, часто попадает в нелепые ситуации и постоянно употребляет слово-паразит blooming ‘проклятый, чёртов’ (аналог bloody). Сам Бриггс выступал против ассоциации своих книг с рождественскими сказками, а про Деда Мороза говорил о том, что его персонаж является «анти-рождественским».
В американской версии мультфильма Дед Мороз был переозвучен — он говорит голосом актёра Уильяма Ханта (англ. William Dennis Hunt) и вместо слова-паразита blooming часто говорит merry ‘весёлый’. Некоторые сцены были вырезаны — в частности те, где Дед Мороз объедается, напивается в баре, танцует на сцене с танцовщицами и появляется частично обнажённым. Кроме того, в некоторых сценах был изменён текст: например, в финале была смягчена критика Дедом Морозом подарков от родственников (галстук и носки), а завёрнутая бутыль со спиртным была выдана за гель после бритья, которого хватит на всю жизнь.
Рэймонд Бриггс признавался, что сам в первое время «ненавидел» экранизацию своей книги, хотя и отмечал, что продюсер Джон Коутс сделал всё правильно, учитывая, что в целом фильм должен был стремиться к коммерческому успеху.

## Дополнительные факты
- Фильм посвящён памяти актёра Джона Макгуайра (John McGuire).
- В 2000 году фильм вышел на DVD вместе с фильмом «Снеговик».
- С 2002 года фильм «Снеговик» показывается с новым вступлением, в котором Дед Мороз рассказывает о встрече с мальчиком.
- Дед Мороз из фильма появился также в рекламном ролике шоколадки Kit Kat[6].
- В фильме появляются персонажи и других книг Бриггса — молочник Эрнест из книги «Этель и Эрнест» (англ. Ethel and Ernest) и супружеская чета из книги «Когда дует ветер».